# DR Salonspeisewagen 10241
Der Salonspeisewagen 10241 der Deutschen Reichsbahn war eines von vier baugleichen Fahrzeugen, die 1937 bei der Wagenbauanstalt Wegmann & Co. für die Sonderzüge der Spitzenfunktionäre des Dritten Reichs gebaut wurden. Dieser Salonspeisewagen war im Sonderzug Deckname „Asien“ von Hermann Göring eingestellt.

## Beschreibung

### Auslieferungszustand
Der Salonspeisewagen 10 241 ist ein Schürzenwagen, im Stil angelehnt an die Ende der 1930er Jahre modernsten Schnellzugwagen der Deutschen Reichsbahn für den internationalen Verkehr.

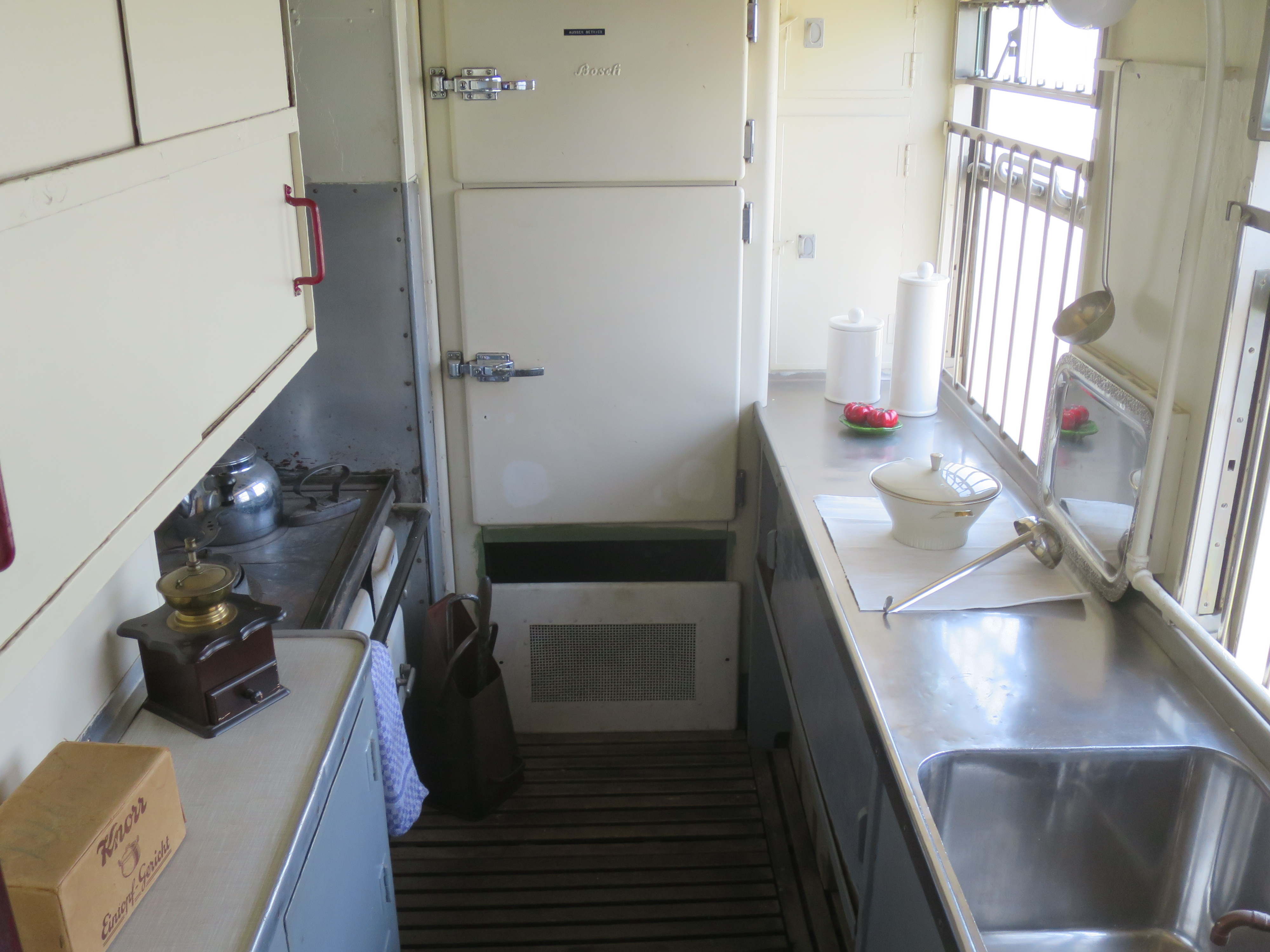
Küche

An beiden Enden besitzt das Fahrzeug Vorräume für den Einstieg. Die beiden Speiseabteile nahmen mehr als die Hälfte des Fahrzeugs ein. Sie waren mit je einer in der Längsrichtung des Wagens gestellten Tafel ausgestattet, wobei der äußere Speiseraum 10, der innere 14 Sitzplätze aufwies. Die Trennwand konnte auch entfernt werden, so dass ein großer Speiseraum entstand. Der übrige Raum des Fahrzeugs wurde von zwei Küchen eingenommen, an denen ein Seitengang zum zweiten Einstiegs-Vorraum führte. Speiseräume und Seitengang waren aufwändig mit Edelhölzern gestaltet, die Küche dagegen mit weiß gestrichenem Blech. Als Görings Zug wegen drohender Luftangriffe auch in Tunneln abgestellt wurde, fühlte sich der Reichsmarschall durch den Rauch des Kohleofens der Küche belästigt. 1941 wurde deshalb ein Elektroofen eingebaut.

### Umbauten

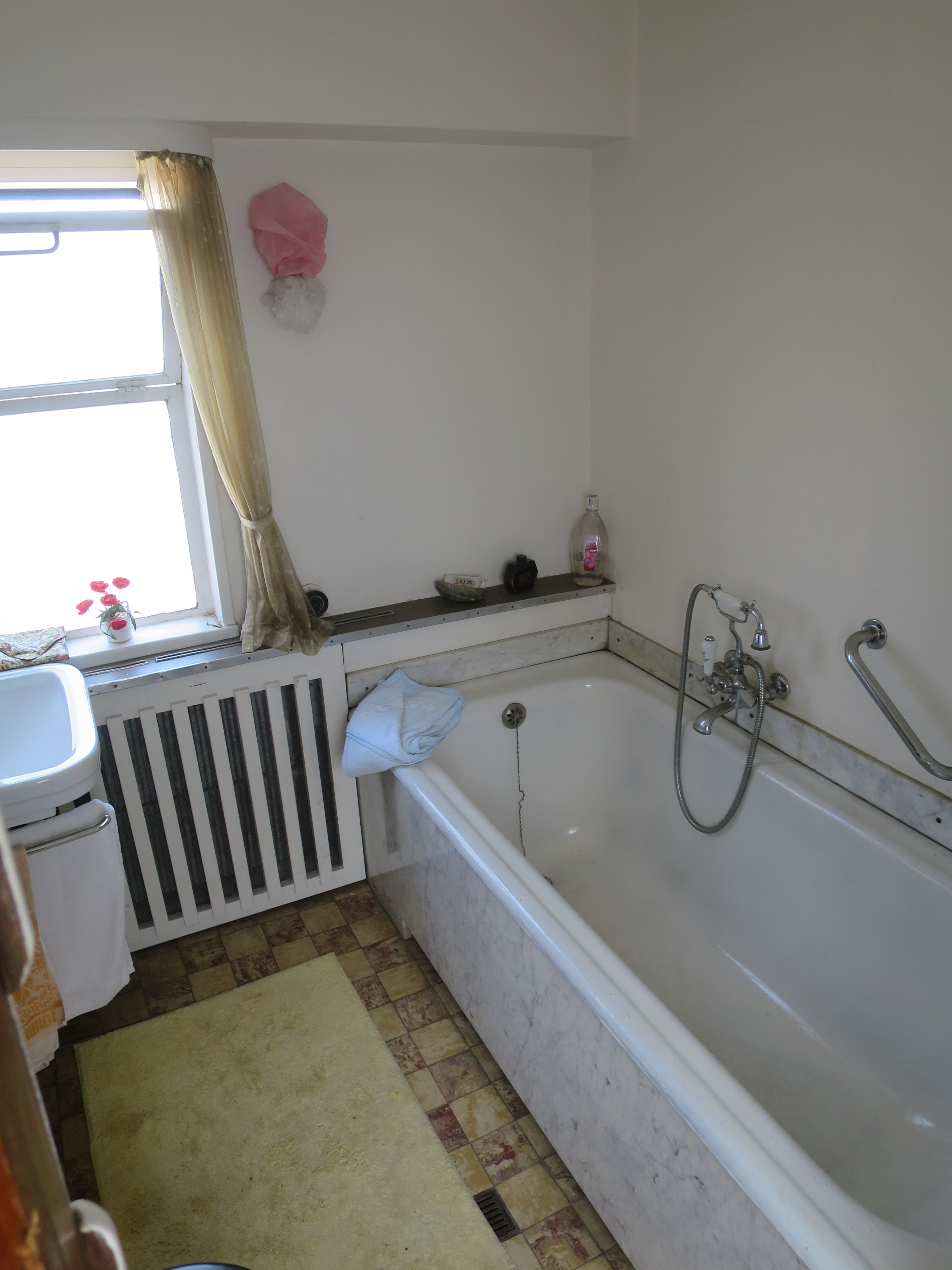
Nachträglich eingebaute Badewanne

Bei dem Umbau 1947 für die Britische Besatzungsmacht wurden der größere, innere Speiseraum und die angrenzende innere Küche ausgebaut. Hier wurde eine Reihe von Abteilen eingebaut: Zwei Standard-Schlafwagenabteilen entsprechende, ein Großabteil, das sich über zwei Fensterachsen erstreckte, mit Bett in Längsrichtung des Wagens, Sessel und Beistelltisch sowie kleinem Schreibtisch mit zweitem Sessel und einer anschließenden Nasszelle mit Badewanne und Toilette. Daran schloss sich eine vom Gang zugängliche Toilette an, sowie ein Abteil mit Schlafwagenstandard, aber einer eigenen Toilette. Die außen liegende Küche blieb erhalten.
Die Deutsche Bundesbahn unternahm vom Bundespräsidialamt gewünschte Umbauten. Dazu zählte vor allem, dass das große, sich über zwei Fensterachsen erstreckende Abteil durch zwei Zweibett-Schlafkabinen ersetzt wurde. 1960 wurden die alten Drehgestelle der Bauart Görlitz durch solche der Bauart Minden-Deutz ersetzt.

## Einsatz

### Reichsbahnzeit
Beheimatet war der Wagen zunächst in Berlin Anhalter Bahnhof. Er wurde als persönlicher Speisewagen für Hermann Göring eingestellt und lief in dessen Zug „Asien“ bis 1942. Anschließend lief er eine Zeitlang im Vorzug zu diesem Zug und auch im Sonderzug des Chefs des Generalstabes der Luftwaffe. 1945 war das Fahrzeug in Potsdam abgestellt und wurde zu Kriegsende in den Westen Deutschlands gebracht. Hier wurde er von der Britischen Besatzungsmacht beschlagnahmt, in Bielefeld stationiert und – da er nur leichte Schäden davon getragen hatte – bis 1946 eingesetzt, dann für einen Umbau abgestellt. Er war zunächst für Brigadegeneral John Charles Oakes Marriott vorgesehen, wurde dann aber dem für das Eisenbahnwesen zuständigen General der Britischen Besatzungsarmee zugeteilt und 1951 der Deutschen Bundesbahn zurückgegeben.

### Deutsche Bundesbahn
Die Deutsche Bundesbahn teilte das Fahrzeug als Begleitwagen für den Salonwagen des Bundespräsidenten ein und beheimatete ihn dafür nach Köln um. Die – museale – Außenbeschriftung des Fahrzeugs spiegelt diese Verwendung heute wider. Auch der Bundeskanzler nutzte den Wagen, da im dritten Abteil provisorisch eine Funkanlage eingerichtet war.
1962 reiste mit dem Salonwagen Charles de Gaulle und er war Teil des Sonderzuges, mit dem Bundeskanzler Willy Brandt am 21. März 1970 zum Erfurter Gipfeltreffen mit Willi Stoph fuhr. Nach 1975 wurde der Wagen nur noch selten verwendet. Allerdings fuhr er im Sonderzug von Königin Elisabeth II. bei deren Staatsbesuch in der Bundesrepublik Deutschland 1978 mit.

### Betriebsnummer

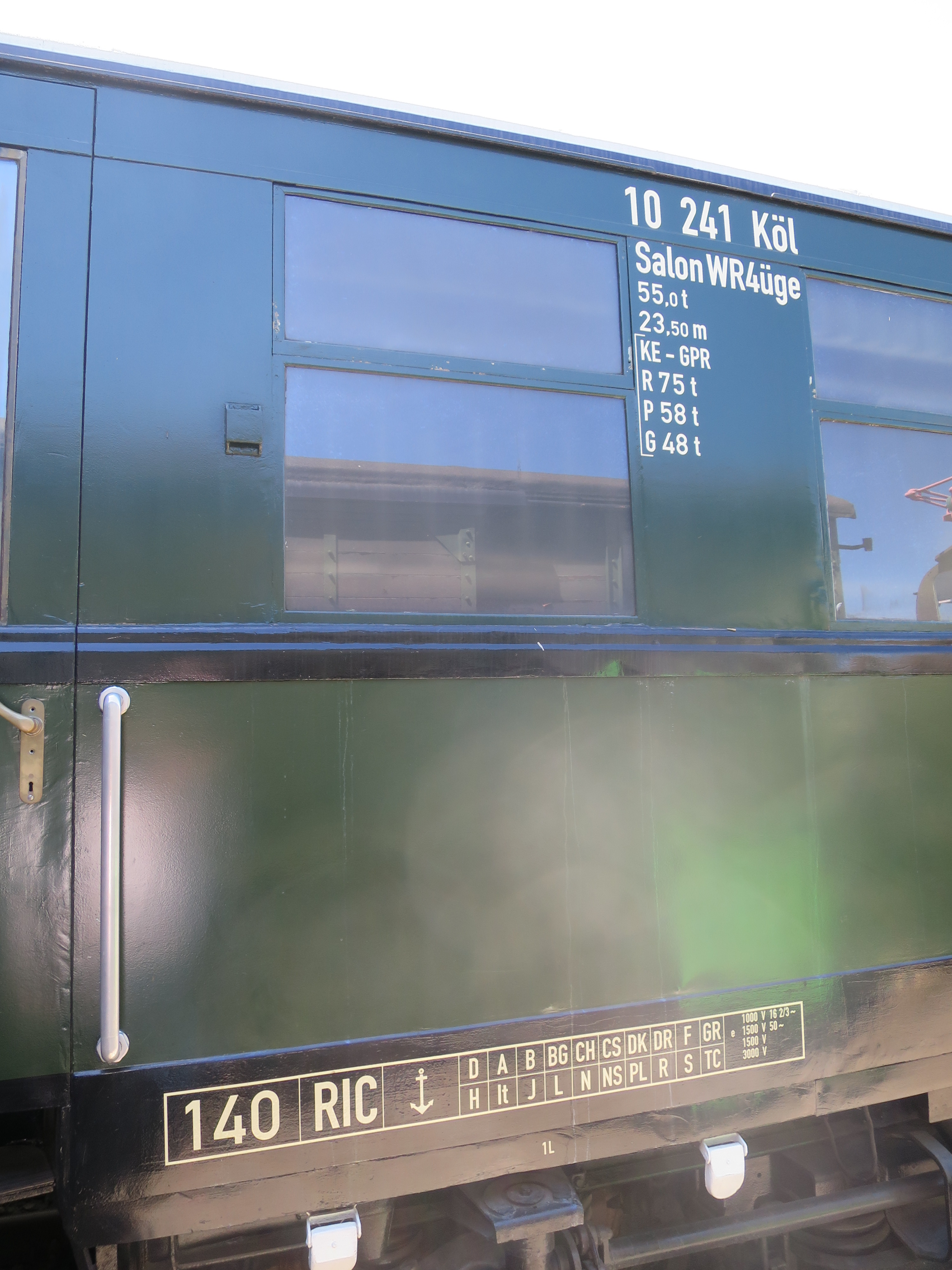
Heutige museale Außenbeschriftung

Zahlreich waren die Umbezeichnungen des Fahrzeugs:
| Nummer                      | Anmerkung |
| --------------------------- | --------- |
| 10 241 Bln                  | 1937–1945 |
| 10 241 Han                  | 1946–1950 |
| 10 241 Ess                  | 1950      |
| 10 241 Dor                  | 1950–1952 |
| 10 241 Köl                  | 1952–1966 |
| 10 341 Köl Salüg(e)         | 1966      |
| 51 80 89-40 341-5, WGSüg(e) | 1966      |

### Museumsobjekt

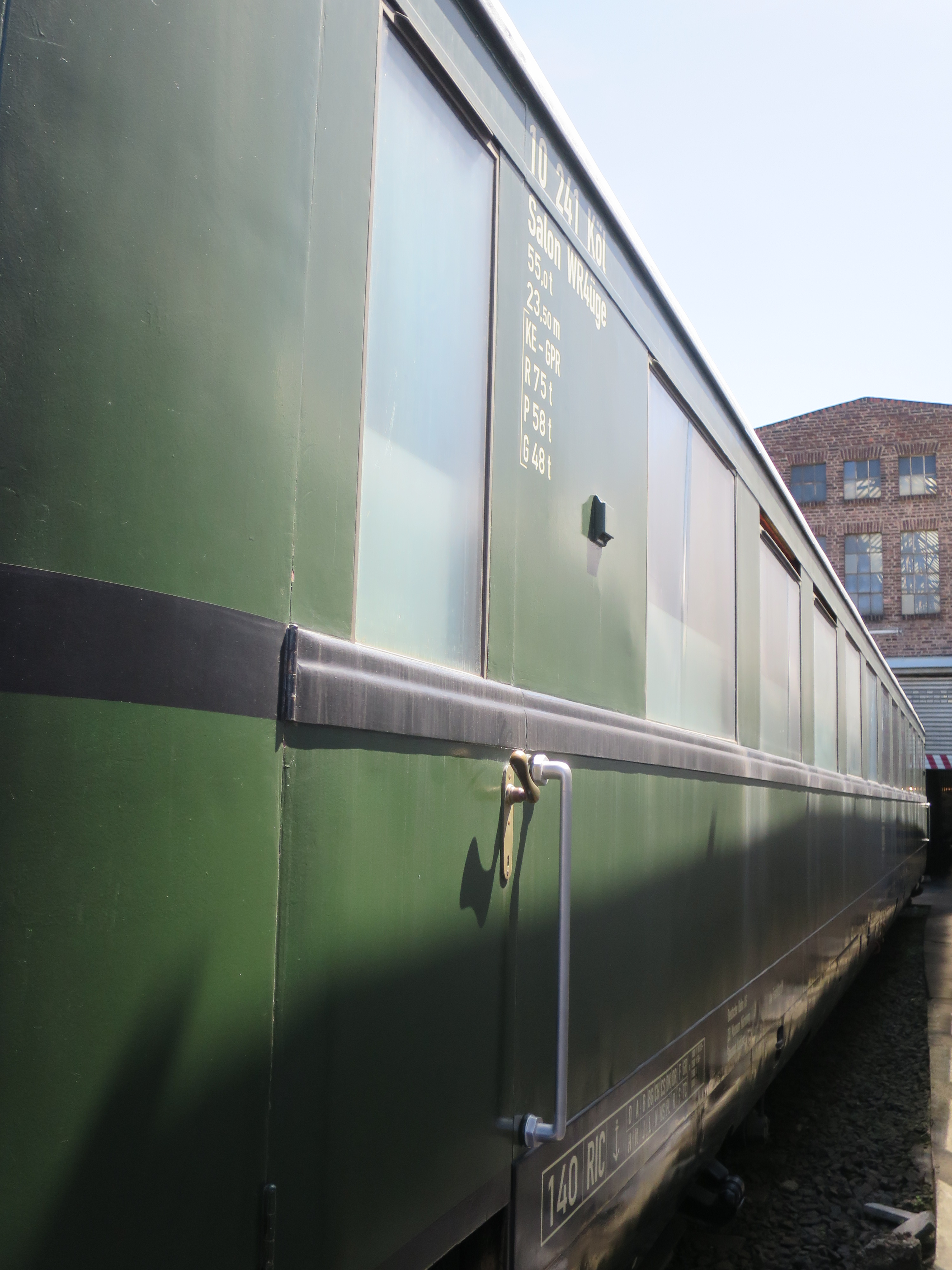
10 241 im DB Museum Koblenz

Der Wagen wurde wohl 1978 ausgemustert. Anschließend kam er in den Bestand des Verkehrsmuseums Nürnberg, das ihn seiner Außenstelle in Koblenz zuordnete. Ausschlaggebend für die Aufnahme in die Sammlung war die Nutzung als Salonwagen des Bundespräsidenten.